# Jürgen Timm (Politiker)
Jürgen Timm (* 15. September 1936 in Grebin) ist ein deutscher Politiker der FDP. Er war von 1980 bis 1983 und erneut von 1987 bis 1994 für insgesamt drei Wahlperioden Mitglied des Deutschen Bundestages.

## Leben
Jürgen Timm besuchte die Realschule und absolvierte anschließend eine Lehre zum Betriebsschlosser, die er 1956 beendete. Bis 1957 arbeitete er danach bei den Stadtwerken in Kiel. Nach einem Praktikum in einer Gießerei studierte er im Anschluss bis 1960 an der Staatlichen Ingenieurschule in Kiel, die er als Diplom-Ingenieur für Maschinenbau und Raumfahrttechnik verließ. Nach dem Studium war er als Ingenieur in der Konstruktion in Neumünster tätig. Dort arbeitete er bis 1964, danach fing er als Ingenieur bei der ERNO Raumfahrttechnik GmbH in Bremen an, wo er bis Ende der 1980er Jahre arbeitete. Seit 1999 ist er im Ruhestand. Er ist verheiratet und hat drei Kinder sowie drei Enkelkinder.

## Politik
Timm war innerhalb der FDP von 1972 bis 1998 Vorsitzender des Ortsverbandes Stuhr und dort aktuell noch Beisitzer sowie Schatzmeister. Er war seit 1998 Bundesgeschäftsführer der Liberalen Initiative Mittelstand und danach deren Bundesschatzmeister. Zudem war er 2003 bzw. 2004 Mitglied im Landesvorstand Niedersachsen und Delegierter zum Bundesvorstand des Liberalen Mittelstandes e. V. Als Stellvertretender Landesvorsitzender der Vereinigung liberaler Kommunalpolitiker war er von 1988 bis 2004 aktiv. Von 1996 bis 1998 war er Geschäftsführer der FDP-nahen Rudolf von Bennigsen-Stiftung.
Er übernahm innerhalb seiner Partei auf Kreis, Bezirks und Landesebene mehrere Ämter. Von 1974 bis 1977 war er in der Kreisgeschäftsführung und war Mitglied im Kreisvorstand von Diepholz. Dort übernahm er von 1996 bis 2002 die Aufgabe als stellvertretender Vorsitzender und war bis 2006 noch Beisitzer. Von 1980 bis 1986 war er Vorsitzender und danach bis 1994 stellvertretender Vorsitzender des Bezirksverbandes Osnabrück. Im Landesverband Niedersachsen wurde er von 1976 bis 1994 als Vorstandsmitglied gewählt.
Für die FDP saß er auf Kommunaler Ebene seit 1972 im Gemeinderat und war bis 1991 stellvertretender Bürgermeister. Im Gemeinderat saß er im Verwaltungsausschuss, Ausschuss für Verkehr, Ordnung und Soziales, im Umlegungsausschuss sowie im Schulausschuss. Zudem war er Mitglied der Arbeitsgruppe „Schulentwicklung“ und als Gemeinderatsmitglied in der Verbandsversammlung des Abwasserverbandes sowie in der Verbandsversammlung des Wasserbeschaffungsverbandes „Syker Vorgeest“. Im Kreistag war er seit 1974 (mit fünfjähriger Unterbrechung) stellvertretender Vorsitzender der Kreistagsfraktion.
Er war von 1980 bis 1983 und erneut von 1987 bis 1994 für insgesamt drei Wahlperioden Mitglied des Deutschen Bundestages; gewählt wurde er über die Landesliste der FDP. Während er in der neunten Legislaturperiode dem Bundestag als ordentliches Mitglied im Ausschuss für Forschung und Technologie angehörte, war er in der zwölften Periode ordentliches Mitglied im Ausschuss für Post und Telekommunikation und im Ausschuss für Forschung, Technologie und Technikfolgenabschätzung. In der elften Wahlperiode gehörte Timm dem Ausschuss für Verkehr und dem Ausschuss für Ernährung, Landwirtschaft und Forsten lediglich als stellvertretendes Mitglied an. 
Sein Depositum wird im Archiv des Liberalismus der Friedrich-Naumann-Stiftung für die Freiheit in Gummersbach verwahrt.

## Weblink
- Jürgen Timm auf den Seiten der FDP Stuhr

| Personendaten    | Personendaten                  |
| ---------------- | ------------------------------ |
| NAME             | Timm, Jürgen                   |
| KURZBESCHREIBUNG | deutscher Politiker (FDP), MdB |
| GEBURTSDATUM     | 15. September 1936             |
| GEBURTSORT       | Grebin                         |